# Les Olympiques

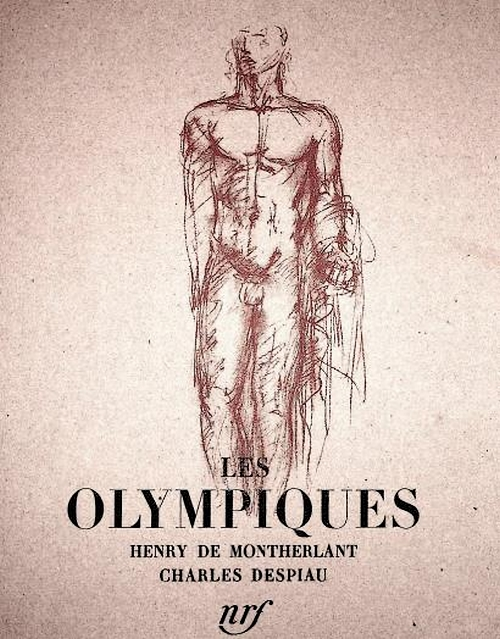
Édition de luxe (1943) illustrée de 25 lithographies de Charles Despiau.

Les Olympiques est un ensemble de textes de Henry de Montherlant sur le thème du sport et rassemblés en 1924 pour la première parution en volume chez Bernard Grasset.

## Genèse et organisation des textes
Montherlant a 23 ans en 1918 quand il revient à la vie civile après s'être porté volontaire et avoir, soi-disant,  voulu « aller au front pour mourir ». Il ne sera que blessé mais conservera une nostalgie de la camaraderie virile des tranchées. Il publie ses premiers textes L'Exil et Le Songe en 1922, imprégnés des tourments moraux d'un jeune homme face à la guerre et au devoir. Le sport devient alors pour lui un exutoire qui peut donner une suite à ses idées de dépassement de soi et d'esthétisme de l'effort. Déjà, adolescent, il avait pratiqué la tauromachie, maintenant il pratique le football comme gardien de but et fréquente assidument les stades et leurs athlètes, il évoque « les heures de poésie que le sport nous fit vivre, dans la grâce — la beauté parfois — des visages et des corps de jeunesse, dans la nature et dans la sympathie ». L'approche des Jeux olympiques d'été de 1924 à Paris focalise son intérêt.
Il avait, depuis quelques années, écrit et publié dans des revues plusieurs articles sur le sport, il s'en inspire et quitte le factuel pour la relation romancée et poétique de ses expériences sportives. Il organise ces textes en deux petits volumes publiés dans la collection Les Cahiers Verts dirigée par Daniel Halévy chez Bernard Grasset : en 1924, le numéro 31 regroupe La Première Olympique sous-titrée Le Paradis à l'ombre des épées, puis quelque temps plus tard, numéro 41, La Deuxième Olympique, Les Onze devant la porte dorée. Avec La Première Olympique, Montherlant participe au concours de littérature des Jeux olympiques mais ne reçoit pas de médaille. Traitant de l'athlétisme, du football, de la boxe, ces volumes sont réunis en 1926 sous le titre Les Olympiques qui reparaîtra alors régulièrement chez divers éditeurs en éditions courantes ou de luxe.
En 1929, Montherlant publie en tirage limité Earinus, Troisième Olympique (éditions Émile Hazan) où l'on trouve, entre autres textes contemporains, ses Notes sur le sentiment de la beauté chez les Grecs, écrits de 1915. Ce troisième volet des Olympiques ne sera pas repris dans les éditions ultérieures, sauf quelques textes comme Les bras abaissés, Incertitude, Odeur du citron.

## Analyse
Montherlant, qui n'avait jusque-là connu que la tauromachie, décrit dans la préface sa découverte à vingt ans du sport dans un des Comités d'éducation physique (CEP) fondés par Coubertin : « Pendant près d’un an, à dix sous de cotisation par mois, sur la pelouse du Parc des Princes, je tâtai doucement de toutes les spécialités ». C'est aussi sa première confrontation avec les classes populaires et le monde réel : « Le jeune animal idéaliste, disons mieux, le sublime imbécile que j’étais à dix-neuf ans se fit donner sur le plateau du Parc des Princes une bonne leçon de réalisme, avant de recevoir celle du front, une année plus tard. » Il voit l'athlétisme comme le moyen pour un jeune bourgeois de sortir du « monde de fantômes intérieurs où il vit » en accédant à un univers net et intelligible où l'on sait ce qu'on est capable de faire ou non.
Pour Montherlant, le sport est à la fois aristocratique (la sélection des meilleurs physiquement) et démocratique car les conditions sociales y sont tenues pour rien. Il permet aussi le rapprochement des classes : « que l’intellectuel et le manœuvre, l’homme de trente ans et l’enfant de quatorze peuvent pendant des heures vivre ensemble, causer ensemble, sans jamais ce "que se dire ?" qui est le mot (du moins le mot le plus doux) de l’incompatibilité sociale. »
Le sport, enfin, contient sa part de beauté : « prendre conscience de ce qu’il y a de poésie dans l’ensemble d’un après-midi où [on] a joué au ballon, que de s’évertuer à découvrir, sous les ânonnements et les bavotements de l’autosuggestion collective et du grégarisme héréditaire, la poésie qui se trouve, ou qui ne se trouve pas, dans tel vers de Racine. »

## Jugements
- Paul Souday, critique dans le journal Le Temps, voyait dans Les Olympiques « Les Bucoliques du XXe siècle ».
- Selon Ernst Robert Curtius, avec Les Olympiques « Montherlant a ouvert grandes les fenêtres de la chambre où venait de mourir Marcel Proust. »[10]

## Éditions

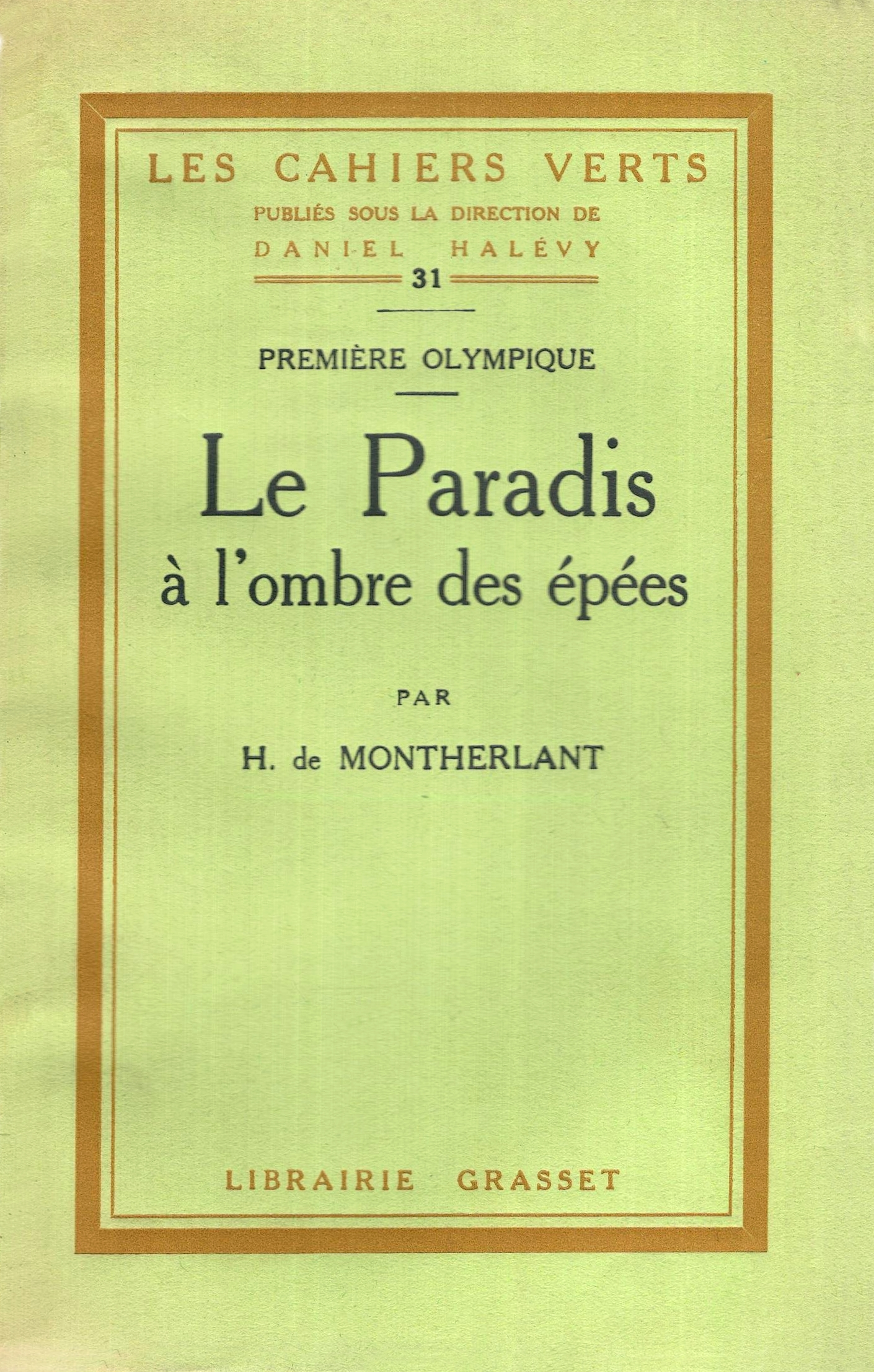
Le Paradis à l'ombre des épées, édition originale de la Première Olympique en 1924.

- Première olympique - Le Paradis à l'ombre des épées, collection Les Cahiers Verts, Grasset, 1924.
- Deuxième olympique - Les Onze devant la porte dorée, collection Les Cahiers verts, Grasset, 1924.
- Les Olympiques, éditions Grès et Cie, 1926. Illustrations de Yves Alix.
- Les Olympiques, éditions Larousse, collection Contes & romans pour tous, 1931, jaquette illustrée. Choix de textes pour la jeunesse.
- Les Olympiques, Bernard Grasset, 1938.
- Les Olympiques, NRF, 1943. Édition de luxe avec 25 lithographies de Charles Despiau, 200 exemplaires.
- Les Olympiques, avec Mort et Vita, Encore un instant de bonheur et Pasiphaé, NRF, Gallimard, 1946.
- Les Olympiques, Sapienta, Paris, 1947, avec des burins d’Éliane Beaupuy-Manciet, 270 exemplaires.
- Les Olympiques, Collection Blanche, Gallimard, 1954.
- Les Olympiques, Collection Soleil, Gallimard, 1954, relié, tirage environ 3500 exemplaires.
- Les Olympiques, Le Livre de Poche, collection pourpre, 1955.
- Les Olympiques, L'Œuvre romanesque, tome II, éditions Lidis, 1963, lithographies de Guy Bardone, 4000 exemplaires.
- Les Olympiques, Le Livre de Poche, édition brochée, 1965.
- Les Olympiques, Gallimard, Folio, no 323, 1973.
- Bibliothèque de la Pléiade, Montherlant, tome I Romans et Œuvres de fictions non théâtrales, 1974.

En 1940, chez Bernard Grasset, est publié un album de 87 photographies de Karel Egermeier : Paysage des Olympiques précédé d'un texte de Montherlant de 40 pages écrit en 1939 où il revient sur Les Olympiques. Chaque photo est agrémentée d'une citation extraite du livre. Tirage environ 250 exemplaires.